# Centrum voor Film in Friesland
Het Centrum voor Film in Friesland is een in Leeuwarden gevestigde organisatie die zorg draagt voor de exploitatie van het filmtheater Slieker Film in Leeuwarden, het Fries Film & Audio Archief en het Noordelijk Film Festival.
In het verleden vielen ook de filmtheaters in Heerenveen, Drachten en Sneek onder de organisatie van Film in Friesland.